# Will of the People
Will of the People è il nono album in studio del gruppo musicale britannico Muse, pubblicato il 26 agosto 2022 dalla Warner Records.

## Antefatti
Terminata la tournée mondiale in supporto all'ottavo album Simulation Theory, nel 2019 il frontman Matthew Bellamy ebbe un'idea iniziale per un nuovo disco, basando la tematica principale «su ciò che sta realmente accadendo nel mondo in questo momento», senza avere in mente cosa sarebbe potuto accadere più avanti. Con il successivo avvento della pandemia di COVID-19, Bellamy ha concentrato i propri impegni verso la realizzazione di materiale come artista solista (culminata poi nel 2021 con l'uscita dell'album Cryosleep), annunciando tuttavia nel maggio 2020 che il nono album del gruppo sarebbe stato composto durante il 2021 per una possibile pubblicazione nell'anno successivo. In un'intervista di ottobre 2020 Bellamy ha rivelato di aver anticipato la composizione dell'album, influenzato dai vari eventi accaduti nel mondo, tra cui la sopracitata pandemia e le proteste per la morte di George Floyd, ammettendo che tutto ciò «si adatta alla musica che scrivo».
Nel 2021 le registrazioni dell'album sono cominciate nello studio di Bellamy a Santa Monica, dove lo stesso frontman e il batterista Dominic Howard hanno realizzato le prime versioni dei brani insieme al produttore Aleks von Korff, per poi spostarsi a Londra, dove si sono trovati con il bassista Chris Wolstenholme per il completamento del materiale presso gli Abbey Road Studios. Per la fine dell'anno l'album è entrato nella fase di mastering, curata da Chris Gehringer.

## Promozione
Il 25 dicembre 2021 Bellamy ha tenuto una diretta su Instagram rivelando in anteprima uno spezzone di un brano inedito, caratterizzato da sonorità pesanti. Questo si è rivelato essere Won't Stand Down, annunciato come primo singolo del disco e pubblicato il 13 gennaio 2022 insieme al relativo video musicale. Il 9 marzo 2022 è stato diffuso un trailer relativo all'imminente uscita dell'album, in cui viene ripetuta più volte la frase «the will of the people». Il titolo, Will of the People, è stato annunciato il 17 dello stesso mese, data in cui è stato reso disponibile il secondo singolo Compliance.
Il 9 e 10 maggio i Muse hanno tenuto due concerti di beneficenza presso l'Eventim Apollo di Londra, mentre il 1º giugno hanno pubblicato l'omonimo Will of the People come terzo singolo. Durante la tournée estiva che il gruppo ha tenuto in Europa esibendosi in vari festival è stato presentato dal vivo un ulteriore brano dall'album, Kill or Be Killed, pubblicato come singolo il 21 luglio.
Will of the People è stato pubblicato il 26 agosto 2022 in formato sia fisico (su CD, cassetta e vinile) sia digitale, oltre a uno speciale formato NFT limitato a 1 000 copie in tutto il mondo; inoltre è stato promosso nell'ottobre dello stesso anno da una speciale tournée composta da otto date in piccoli locali tra Europa e Stati Uniti d'America. In concomitanza al lancio del disco i Muse hanno condiviso il video di You Make Me Feel Like It's Halloween, entrato in rotazione radiofonica il 2 settembre e pubblicato in tiratura limitata su vinile il mese successivo.
Il 25 novembre è stato invece presentato il sesto singolo Ghosts (How Can I Move On), che si differenzia rispetto alla versione contenuta nell'album per la partecipazione vocale della cantante italiana Elisa, seguita il 9 dicembre da un'altra versione cantata insieme a Mylène Farmer.

## Accoglienza
| Recensione | Giudizio |
| ---------- | -------- |
| Ondarock   |          |

Cristiano Orlando di Ondarock ha riconosciuto in Will of the People la capacità di rappresentare «tutta l'essenza dei Muse, nel bene e nel male». Nella sua disamina, il critico si è soffermato sulla tendenza del gruppo verso il ricalcare i propri stilemi classici, a discapito della sperimentazione che aveva caratterizzato le pubblicazioni precedenti.

## Tracce
Testi e musiche di Matthew Bellamy.
1. Will of the People – 3:18
2. Compliance – 4:10
3. Liberation – 3:06
4. Won't Stand Down – 3:29
5. Ghosts (How Can I Move On) – 3:37
6. You Make Me Feel Like It's Halloween – 3:00
7. Kill or Be Killed – 4:59
8. Verona – 4:57
9. Euphoria – 3:23
10. We Are Fucking Fucked – 3:36

## Formazione
Hanno partecipato alle registrazioni, secondo le note di copertina:
Gruppo
- Matthew Bellamy – voce, chitarra tastiera, pianoforte, cori (traccia 1), GuitarViol (traccia 4)[26]
- Chris Wolstenholme – basso, cori (traccia 1)
- Dominic Howard – batteria, cori (traccia 1)

Altri musicisti (traccia 1)
- Elle Bellamy – cori
- Bing Bellamy – cori
- Caris Wolstenholme – cori
- Ernie Wostenholme – cori
- Buster Wolstenholme – cori
- Teddi Wolstenholme – cori
- Tabitha Wolstenholme Tolhurst – cori
- Indiana Wolstenholme Tolhurst – cori

Produzione
- Muse – produzione, ingegneria del suono, direzione artistica
- Aleks von Korff – produzione aggiuntiva, ingegneria del suono, missaggio al Red Room (traccia 7)
- Șerban Ghenea – missaggio ai MixStar Studios (eccetto tracce 4 e 7)
- Bryce Bordone – assistenza al missaggio ai MixStar Studios (eccetto tracce 4 e 7)
- Chris Gehringer – mastering al Sterling Sound
- Joe Devenney – assistenza tecnica al Red Room, missaggio al Red Room (traccia 7)
- Andy Maxwell – assistenza tecnica agli Abbey Road Studios
- Chris Whitemyer – assistenza tecnica
- Paul Warren – assistenza tecnica
- Dan Lancaster – missaggio al The Steam Room Studio (traccia 4)
- Rhys May – assistenza al missaggio al The Steam Room Studio (traccia 4)
- Adrian Bushby – ingegneria del suono aggiuntiva (traccia 7)
- Jesse Less Stout – direzione creativa, direzione artistica, copertina, grafica gatefold
- Tiago Marinho – copertina, grafica gatefold
- Tyrone Yarde – copertina, grafica gatefold
- Gabriella Russo – copertina, grafica gatefold
- Nick Fancher – fotografia
- Andrea "Waarp" Marcias – grafica retro e CD

## Classifiche

### Classifiche settimanali
| Classifica (2022) | Posizione massima |
| ----------------- | ----------------- |
| Australia         | 1                 |
| Austria           | 1                 |
| Belgio (Fiandre)  | 2                 |
| Belgio (Vallonia) | 1                 |
| Canada            | 5                 |
| Croazia           | 1                 |
| Danimarca         | 18                |
| Finlandia         | 2                 |
| Francia           | 1                 |
| Germania          | 2                 |
| Giappone          | 20                |
| Grecia            | 36                |
| Irlanda           | 2                 |
| Islanda           | 13                |
| Italia            | 1                 |
| Norvegia          | 16                |
| Nuova Zelanda     | 1                 |
| Paesi Bassi       | 2                 |
| Polonia           | 6                 |
| Portogallo        | 1                 |
| Regno Unito       | 1                 |
| Repubblica Ceca   | 37                |
| Slovacchia        | 51                |
| Spagna            | 2                 |
| Stati Uniti       | 15                |
| Svezia            | 27                |
| Svizzera          | 1                 |
| Ungheria          | 3                 |

### Classifiche di fine anno
| Classifica (2022) | Posizione |
| ----------------- | --------- |
| Belgio (Fiandre)  | 176       |
| Belgio (Vallonia) | 32        |
| Francia           | 43        |
| Paesi Bassi       | 96        |
| Regno Unito       | 85        |
| Svizzera          | 15        |